# Kandanga
Kandanga – miasto w Australii, w stanie Queensland.